# Bombardeo de la escuela Al-Fakhura de 2009

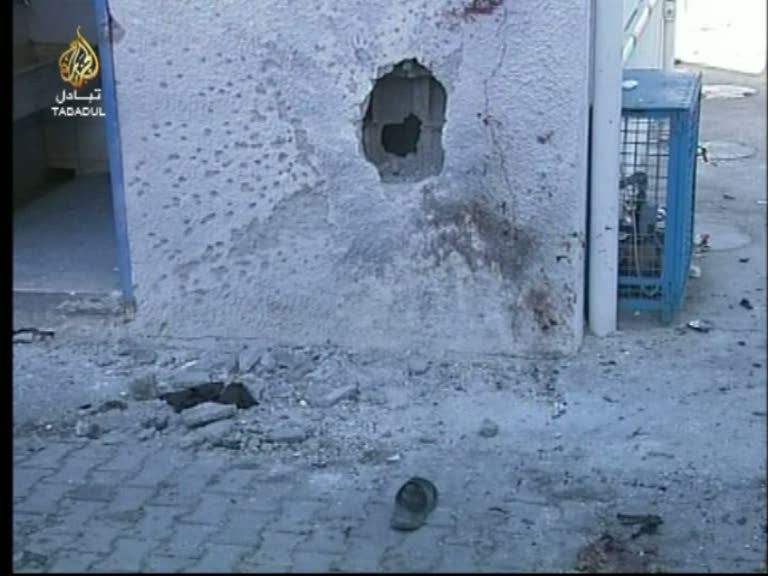
Efectos del bombardeo israelí en la escuela Al-Fakhura

El bombardeo de la escuela al-Fakhura fue un ataque militar israelí que tuvo lugar durante la Guerra de Gaza de 2008-2009, el 6 de enero de 2009, sobre una escuela de Naciones Unidas en el campo de refugiados de Jabalia, al norte de la Franja de Gaza. Según la ONU y una serie de ONG, más de 40 personas murieron, la mayoría de ellos civiles. Según fuentes hospitalarias palestinas, 10 de los fallecidos eran niños y 5 mujeres. Israel informó de la muerte de 9 militantes de Hamás y 3 civiles, mientras que importantes mandos del ejército israelí señalaron que las cifras de víctimas publicadas por Hamás habían sido "exageradas enormemente". Israel afirmó que había disparado sobre la escuela en respuesta a fuego enemigo que creía que provenía de al-Fakhura. Una investigación de la ONU reveló que no había habido disparos desde la escuela y que no había explosivos almacenados en su interior, y consideró que el ataque fue indiscriminado y una violación del derecho internacional.

## Contexto
La Franja de Gaza, y más en concreto el campamento de refugiados de Jabalia es una de las zonas con mayor densidad de población del mundo. El 6 de enero de 2009, en mitad de la Guerra de Gaza de 2008-2009, más de 1.300 palestinos utilizaban como refugio la escuela al-Fakhura, dirigida por Agencia de Naciones Unidas para los Refugiados de Palestina en Oriente Próximo (UNRWA). La mayoría eran residentes de la zona de Beit Lahia, al norte de la Franja de Gaza, a los que el ejército israelí había expulsado de sus casas por su propia seguridad. Muchos de estos se encontraban en el exterior de la escuela, haciendo cola para acceder a la misma. Dos tanques israelíes dispararon proyectiles que explotaron en las inmediaciones de la escuela.Apenas unas horas antes, tres jóvenes palestinos de la misma familia habían muerto en otro ataque israelí a una escuela de la ONU en la ciudad de Gaza. Unos días después, el 17 de enero, otros seis palestinos murieron en un nuevo ataque israelí a una escuela de la ONU en Beit Lahia, en el norte de la Franja de Gaza.

## Versiones del incidente

### Versiones israelíes

#### Versiones israelíes iniciales
El ejército israelí declaró en un principio que había milicianos de Hamás en el interior de la escuela disparando cohetes y morteros. Al día siguiente, afirmó que un mortero se había disparado desde el patio. Declaró también que entre los milicianos de Hamás que se encontraban en el interior del edificio estaban Imad y Hassan Abu-Askar, fichados por el ejército israelí como operarios de lanzamiento de cohetes, y aseguró haber encontrado sus cuerpos después del ataque. El ejército israelí también declaró que respondió con un solo proyectil sobre la escuela, y que la explosión resultante se debió a que Hamás había colocado bombas trampa en ella.
El portavoz del gobierno israelí Mark Regev dijo que "el incidente fue un ejemplo muy extremo de cómo trabaja Hamás′", y que "si capturas - supongo que con pistolas - una instalación de la ONU, si mantienes a las personas allí como rehenes, si disparas desde esa instalación a soldados israelíes en las cercanías, entonces recibes fuego de respuesta".
El 6 de enero, el ejército israelí publicó un vídeo de dos años atrás (2007) que mostraba a milicianos palestinos disparando desde el complejo escolar y portando un lanzacohetes mientras huían de la escena.
Una investigación preliminar determinó que el sistema del ejército usado para establecer la ubicación de zonas de lanzamiento indicaba que los milicianos de Hamás habían lanzado un misil Qassam desde un patio adyacente al de la escuela. El ejército habría intentado lanzar un misil inteligente pero un fallo técnico lo habría hecho imposible. Por lo tanto, decidió usar proyectiles de mortero, mucho menos precisos dado que el margen de error del GPS es de 30 metros. Uno de los tres proyectiles impactó en la escuela de la ONU. Los otros dos cayeron sobre el patio desde el que había sido disparado el cohete, matando a dos miembros del ala militar de Hamás.

#### Versión definitiva israelí
El 22 de abril de 2009, el ejército israelí anunció los resultados de su investigación interna sobre la Guerra de Gaza de 2008-2009. El informe estipulaba que Hamás había lanzado proyectiles de mortero desde una posición a 80 metros de la escuela y que el ejército había utilizado "un fuego de represalia mínimo y proporcionado" inmediatamente después. También concluyó que el ejército israelí "en ningún momento había disparado con la intención deliberada de golpear un vehículo o instalación de la ONU" a lo largo de todo el conflicto.

### Reacciones palestinas
Fauzi Barhoun, un portavoz de Hamás, dijo que las acusaciones de que sus milicianos habían usado la escuela para atacar a las fuerzas israelíes carecían de base, y que "no se realizó ningún tipo de ataque desde la escuela".
Abdel Minaim Hasan, que perdió a su hija mayor, Lina, de 11 años, lloró sobre su cuerpo envuelto en una bandera de Hamás. Según The New York Times gritó: "De ahora en adelante soy de Hamás! ... Elijo la Resistencia!" También maldijo a las naciones árabes, gritando, "Los árabes no están haciendo nada para protegernos!" Huda Deed, que perdió a nueve miembros de su familia cuyas edades iban de 3 a 25 años, también lloraba, aunque rechazó una entrevista con el canal de televisión de Hamás, Al-Aqsa TV. Mushir al-Masri, un importante dirigente de Hamás que abandonó la clandestinidad para atender al funeral, alabó a los fallecidos por el bombardeo israelí y les llamó mártires. Según The New York Times, algunos padres lo saludaron dándole la mano mientras que otros lo miraron fríamente.

### Versiones de Naciones Unidas
John Ging, director de operaciones de UNRWA, dijo que tres proyectiles habían impactado "en el perímetro de la escuela". Dijo que Israel sabía que estaba disparando contra una instalación de la ONU. La Oficina de Naciones Unidas para la Coordinación de Asuntos humanitarios (OCHA) informó el mismo 6 de enero a las 18ː00 que tres impactos del misil habían caído fuera de la escuela, causando al menos 30 muertos y 55 heridos. El informe también establecía que UNRWA había rechazado las afirmaciones israelíes de que la escuela estaba siendo usada para disparar proyectiles de mortero sobre el ejército israelí. En su informe del día siguiente, sin embargo, OCHA rectificó y afirmó que el recinto escolar había sido bombardeado. El 2 de febrero, OCHA clarificó que los impactos habían caído fuera de la escuela y aumentó el número de víctimas mortales a 40 de los 1.368 refugiados que habían buscado asilo en ella.
El 8 de enero, un portavoz de UNRWA aseguró que el ejérctio israelí había admitido que no estaban respondiendo a fuego proveniente de la escuela, y dijo que el ataque al edificio de la ONU fue involuntario. También dejó claro que el vídeo publicado por el ejército israelí de milicianos disparando desde la escuela era del año 2007, momento en el que la escuela se hallaba abandonada por UNRWA, y que dicho vídeo no estaba relacionado con el bombardeo del 6 de enero de 2009.
El informe de la misión del Consejo de Derechos Humanos de Naciones Unidas (UNHRC) realizado en septiembre de 2009 criticó la selección de armas para el contraataque y afirmó que el ejército israelí había violado el principio de proporcionalidad. Aunque no descartó del todo la posibilidad de que hubiese habido fuego de mortero desde un lugar cercano a la escuela, lo juzgó altamente improbable por la dañada credibilidad de las fuentes israelíes, dadas sus inconsistencias, contradicciones e imprecisiones. Aunque reconoce lo difícil de asesorar en el campo de batalla la debida proporcionalidad de un contraataque, establece claramente que el ataque a la escuela de Al-Fakhura no cumplió el principio de proporcionalidad, afirmando que "el lanzamiento de, al menos, cuatro proyectiles de mortero para intentar matar a un pequeño número de individuos en un lugar donde gran cantidad de civiles se dedicaban a sus asuntos diarios y donde 1,368 personas se encontraban refugiadas del conflicto no puede alcanzar el criterio que un comandante responsable habría determinado como una pérdida de vidas civiles aceptable para la ventaja militar obtenida. La misión considera, por lo tanto, que el ataque fue indiscriminado, en clara violación del derecho internacional, y que violó el derecho a la vida de los civiles palestinos asesinados en estos incidentes". Un importante abogado de la ONU, que prefirió mantener el anonimato, declaró a The New York Times que "la necesaria valoración sobre la proporcionalidad en el campo de batalla no está teniendo lugar como debería". Un comité de investigación de la ONU concluyó que no hubo disparos provenientes de la escuela y que no había explosivos en su interior. El comité no pudo afirmar con total certeza si se habían producido disparos en la proximidad de la escuela.

### Versiones de testigos presenciales
Según Mouin Gasser, un profesor de 45 años, la zona alrededor de la escuela fue alcanzada cuatro veces en aproximadamente dos minutos. Gasser dijo que no había visto milicianos en los alrededores. El Daily Mail citó a un testigo presencial que declaraba haber visto las marcas de cinco explosiones distintas.
Hanan Abu Khajib dijo que unos milicianos de Hamás dispararon desde fuera del complejo escolar, probablemente desde el patio aislado de una casa al otro lado de la calle, a unos 22 metros de la escuela, y que los israelíes devolvieron el fuego minutos después alcanzando los alrededores de la escuela en su muro suroeste, matando a dos milicanos de Hamás.
Dos residentes sin identificar, que hablaron con un reportero de Associated Press por teléfono bajo la condición de permanecer en el anonimato, dijeron que un grupo de milicianos había estado disparando proyectiles de mortero desde una calle cercana a la escuela. Los residentes también dijeron que el fuego de mortero no había salido del complejo escolar, sino de algún otro lugar del barrio.
Shadi Abu Shanar, que trabajaba como guardia de seguridad en la escuela, dijo: "De repente oí unas explosiones en la puerta. Salí a la calle y encontré personas muertas y heridas por los suelos. La mayoría de ellos estaban hechos pedazos. La calle estaba llena de gente. Estuve a punto de desmayarme por ver lo que vi. Los proyectiles cayeron en un margen de entre 20 y 40 metros alrededor de la escuela. La escuela estaba llena de personas."
Cuatro declaraciones de testigos directos recogidas por Defence for Children International-Palestina afirmaron que la zona estaba tranquila y que tanto adultos como niños se dedicaban a sus asuntos cotidianos.

## Víctimas
Tanto fuentes palestinas como de Naciones Unidas afirmaron que el ataque israelí había matado a más de 40 personas, algunos de ellos niños y la mayoría civiles, pero el ejército israelí afirmó que tan solo 12 personas habían muerto, 9 de ellas milicianos de Hamás.The Guardian afirmó que, aunque la escuela en sí había sido el objetivo del ataque, la mayoría de los muertos no se encontraban en la escuela sino en al patio o en una calle cercana. Según The New York Times, la mayoría de la víctimas eran civiles que huían de los combates y estaban haciendo cola para poder acceder al recinto escolar. A Fayez Mohammed Gadash, de 16 años, le arrancaron un trozo de muslo cuando pasaba cerca de la escuela. Mahmud Nabil Slim, de 11 años, recibió heridas de metralla en el pecho y la boca, no pudiendo abrir esta última en fechas posteriores. Mouen Deb perdió a dos de sus hijos y a su esposa en el bombardeo de la escuela. La hija de Ahmed Minaim Hasan, con 11 años de edad y llamada Lina, también murió en el bombardeo. Él le había dado un shekel para que fuese a una tienda cercana a comprar; fue alcanzada por la metralla del proyectil.

## Reacciones iniciales
- El Secretario General de Naciones Unidas, Ban Ki Moon, condenó el ataque calificándolo de "totalmente inaceptable".[25]
- El incidente motivó que el presidente electo Barack Obama rompiera su silencio sobre la Guerra de Gaza de 2008-2009, diciendo que "la pérdida de vidas civiles en Gaza e Israel me causa una gran preocupación".
- El primer ministro británico Gordon Brown dijo que el incidente y los combates precedentes representaban "el momento más oscuro hasta ahora para Oriente Medio".
- El Ministro de Asuntos Exteriores británico David Miliband dijoː "acabo de aterrizar en Nueva York y me han anunciado la terrible, impactante noticia de treinta muertes de civiles más en una escuela de ONU. Creo que esta devastadora noticia subraya la necesidad del alto el fuego inmediato que el primer ministro y yo hemos estado solicitando." También declaró que el mundo estaba experimentando en Gaza "los horrores de la guerra acumulados sobre meses de privaciones".
- El presidente palestino Mahmoud Abbas afirmó que el ataque sobre la escuela confirmaban "el atroz crimen que se está cometiendo sobre nuestro pueblo".
- El director de operaciones en Gaza de UNRWA, John Ging, afirmó que después del ataque sobre la escuela "no hay ningún lugar seguro" para la población civil palestina.

El New York Times, Al-Jazeera, y el San Francisco Chronicle relacionaron el ataque sobre la escuela al-Fakhura con un posible alto el fuego o una retirada de tropas israelíes de Gaza. En un análisis de la estrategia de los medios de comunicación israelíes durante la Guerra de Gaza de 2008-2009, el New York Times y el San Francisco Chronicle compararon el asesinato de civiles en al-Fakhura con la masacre de Qana de 1996 y con el bombardeo de Qana de 2006 en Líbano. The New York Times describió estos tres acontecimientos como "hechos repentinos que pueden dejar de lado los cálculos más prudentes y venir a simbolizar los horrores de guerra". El New York Times dijo que los asesinatos de al-Fakhura "causarán inevitablemente nausas a la gente en todo el mundo e incrementarán la presión sobre Israel para un pronto alto el fuego". Al Jazeera dijo que el acontecimiento ya había causado una "presión creciente [sobre Israel] para alcanzar un alto el fuego". El San Francisco Chronicle dijo que "el reloj podría haber empezado a marcar el tiempo restante para la retirada de las tropas israelíes."